# كورت ريتشاردز
كورت ريتشاردز (15 سبتمبر 1987 في نيوزيلندا - ) (بالإنجليزية: Kurt Richards)‏ هو لاعب كريكت نيوزلندي.

## وصلات خارجية
- كورت ريتشاردز على موقع إي آس بي آن كريك إنفو (الإنجليزية)